# Heidmann
Heidmann ist ein deutscher Familienname.

## Herkunft und Bedeutung
Heidmann ist ein Wohnstättenname für Personen, die an einer Heide wohnen.

## Varianten
- Heidemann, Heidtmann, Heitmann

## Namensträger
- Alberich Heidmann (1808–1898), Abt von Stift Lilienfeld, Landtagsabgeordneter
- Christoph Heidmann (Christophorus Heidmannus; 1582–1627), deutscher Philologe und Geograf
- Johann Anton Heidmann (1772–1855), böhmischer Mediziner
- Justus Diederich Heidmann (1694–1743), deutscher Philologe und Rektor des Domgymnasiums in Verden
- Karl Heidmann (1889–1946), deutscher Schauspieler und Regisseur
- Manfred Heidmann (1923–2020), deutscher Schauspieler, Sänger und Synchronsprecher
- Robert Heidmann (1858–1914), deutscher Kaufmann und Hamburger Senator